# Donatia
Donatia ist die einzige Pflanzengattung der Unterfamilie Donatioideae innerhalb der Familie der Stylidiaceae. Sie enthält nur zwei Arten, die nur auf der Südhalbkugel vorkommen.

## Beschreibung

### Vegetative Merkmale
Die zwei Donatia-Arten sind relativ kleine, ausdauernde krautige Pflanzen. Sie bilden feste Polster, die einen Durchmesser von etwa 1 Meter erreichen. In kleinen Blattrosetten sitzen die ungestielten, einfachen Laubblätter. Nebenblätter fehlen.

### Generative Merkmale
Die endständigen, ungestielten Blüten stehen einzeln. Die zwittrigen Blüten sind radiärsymmetrisch bis schwach zygomorph. Das doppelte Perianth besteht aus drei bis sieben freien Kelchblättern und fünf bis zehn freien Kronblättern. Es sind zwei bis drei freie Staubblätter vorhanden. Zwei oder drei Fruchtblätter sind zu einem unterständigen Fruchtknoten verwachsen mit gleich vielen Griffeln wie die Anzahl der Fruchtblätter.
Es werden Kapselfrüchte gebildet.

## Systematik und Verbreitung

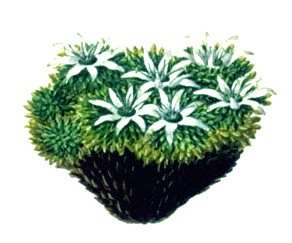
Illustration von Donatia fascicularis

Die Gattung Donatia wurde 1775 durch Johann Reinhold Forster und seinen Sohn Johann Georg Adam Forster in Characteres Generum Plantarum, Seite 5 mit der Erstveröffentlichung von Donatia fascicularis J.R.Forst. & G.Forst. aufgestellt. Der Gattungsname Donatia ehrt den italienischen Arzt und Naturwissenschaftler Vitaliano Donati (1717–1762).
Die Unterfamilie Donatioideae wird von manchen Autoren auch als eine eigene Familie Donatiaceae eingestuft. Nach APG IV gibt es weder eine Unterfamilie Donatioideae noch eine Familie Donatiaceae.
Sie wachsen in den kalten (Dauerfrostzone) bis gemäßigten Gebieten mit disjunktem Areal, zum einen in Neuseeland und Tasmanien, zum anderen im südlichen Südamerika.
- Es gibt nur zwei Arten in der Gattung Donatia J.R.Forst. & G.Forst. nom. cons.:
  - Donatia fascicularis J.R.Forst. & G.Forst. (Syn.: Donatia magellanica Lam.): Sie kommt nur im antarktischen Südamerika (Feuerland und Südpatagonien) vor. Die Chromosomenzahl beträgt 2n = 48.[3]
  - Donatia novae-zelandiae Hook. f.: Sie gedeiht in subalpinen Gebirgsregionen der Nord- und Südinsel Neuseelands, auf den Stewart Island und in Tasmanien. In kleinen Rosetten stehen sich dicht überlappend die dunkelgrünen, 5 bis 10 mm langen Laubblätter. Die kleinen, weißen Blüten haben einen Durchmesser von etwa 5 Millimeter und erscheinen ab Ende des Frühlings und im Sommer.